# Misurazione ufficiale (Svizzera)

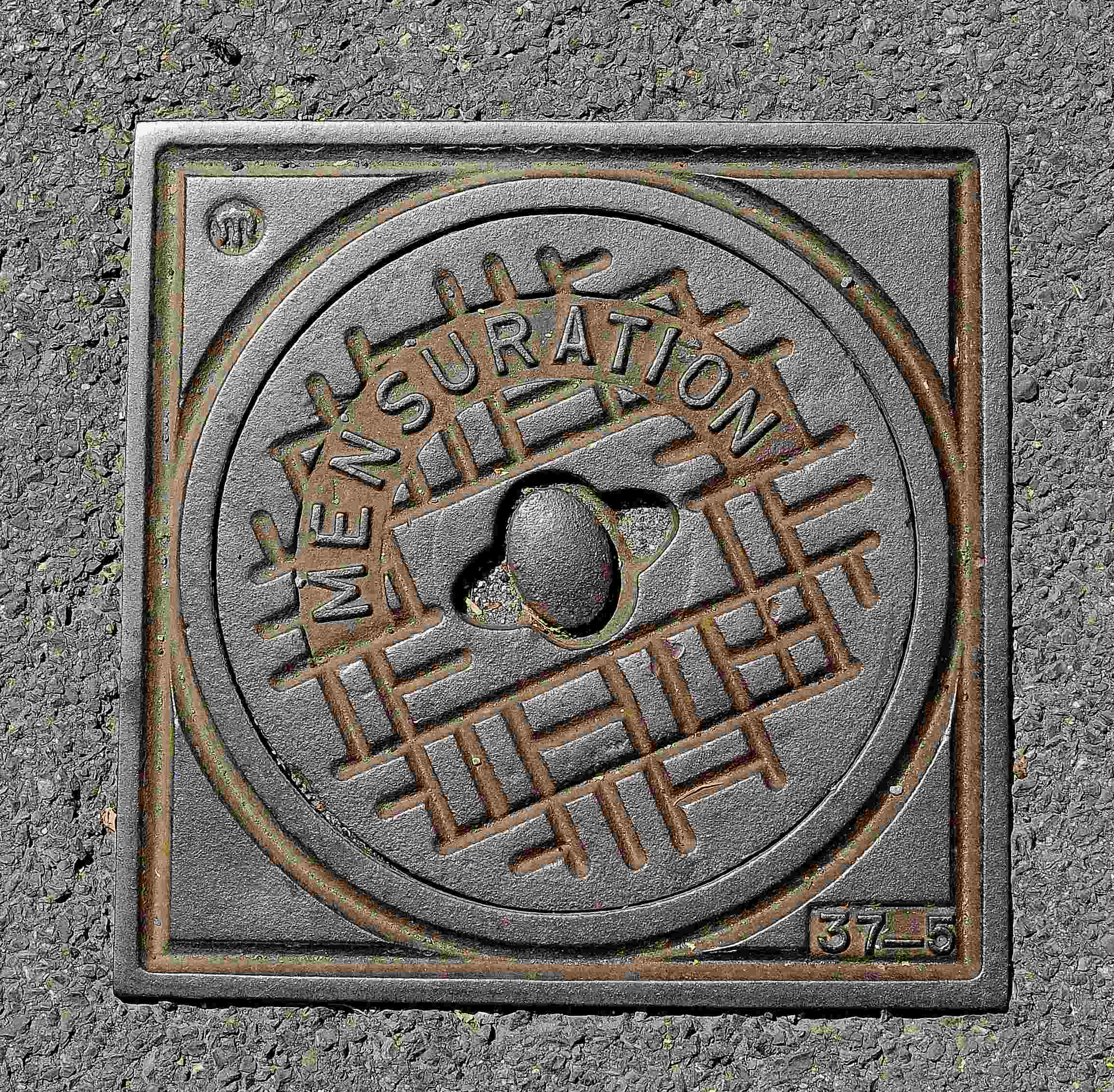
Punto fisso della misurazione ufficiale svizzera protetta da un coperchio

La misurazione ufficiale svizzera è un compito svolto in comune dalla Confederazione elvetica, dai Cantoni, dai Comuni e dagli uffici privati di ingegneri geometri per la misurazione della superficie terrestre della Svizzera. I dati ottenuti con la misurazione attraverso l'impiego della tecnologia più avanzata, come ad esempio i punti di confine dei beni immobili, il genere di copertura del suolo (di cui fanno parte in particolare gli edifici, le strade, i campi coltivati, i prati, i boschi e i corsi d'acqua) o le quote del terreno vengono rilevati e gestiti con cura. Le mutazioni vengono aggiornate in via continuativa.

## Misurazione ufficiale
La mensuration officielle désigne les mensurations approuvées par le canton et reconnues par la Confédération qui sont exécutées en vue de l'établissement et de la tenue du registre foncier.
Questi dati fungono anche da base per l'infrastruttura nazionale di dati geografici, per i sistemi d'informazione geografica (SIG) e per i piani di vario genere. Questi ultimi presentano scale che vanno da 1:200 a 1:10'000 e differiscono pertanto dalle Carte nazionali realizzate dall'Ufficio federale di topografia swisstopo. 

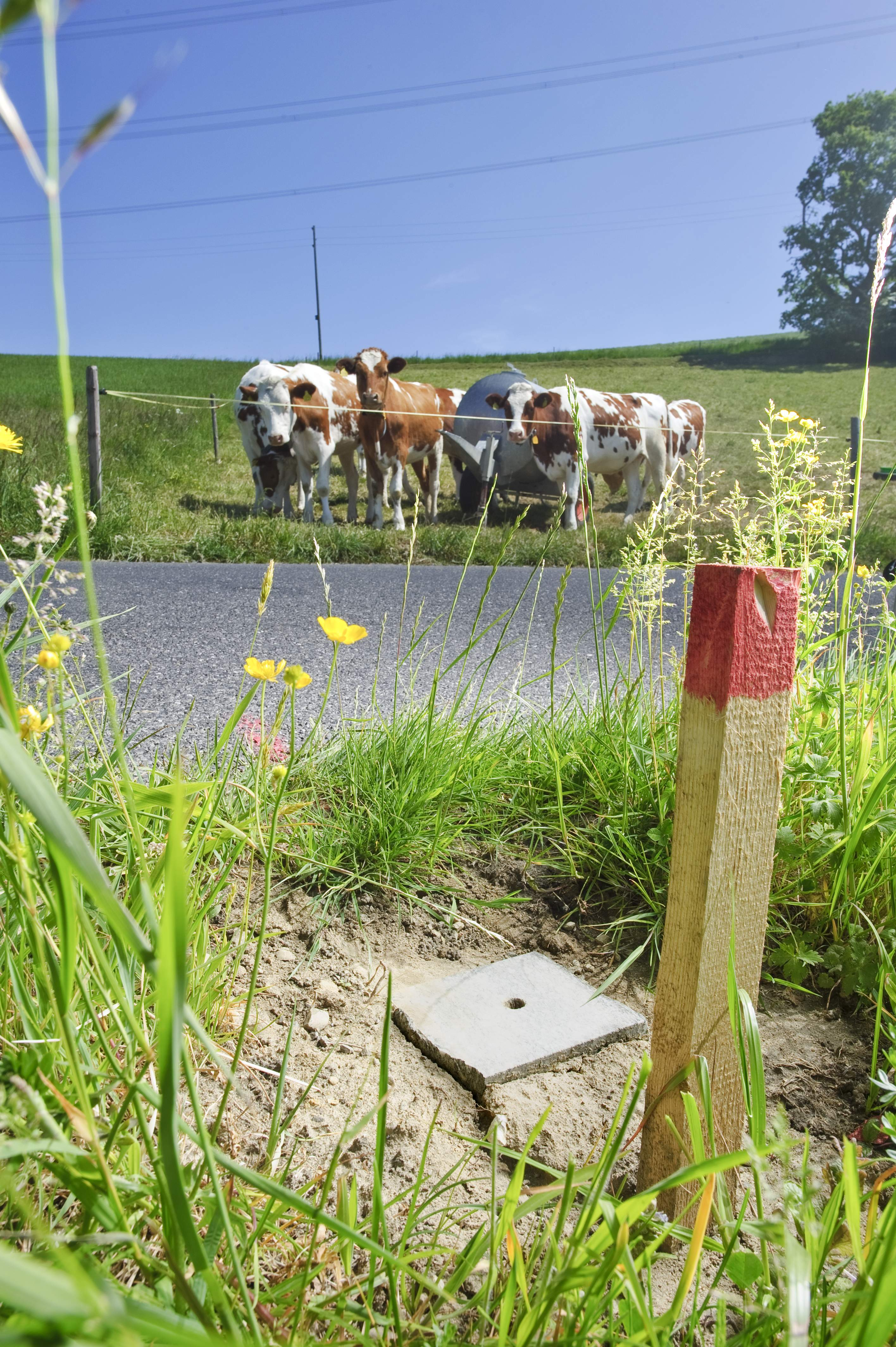
Pietra di demarcazione appena posata ai margini di una strada

La misurazione ufficiale, il Catasto delle Restrizioni di diritto pubblico della proprietà (in via di realizzazione) e il Registro fondiario costituiscono congiuntamente il sistema catastale svizzero [cfr. weblink]. La base giuridica per la misurazione ufficiale è costituita dall'articolo 75a della Costituzione federale svizzera e dalla Legge federale sulla geoinformazione.
1. La misurazione nazionale compete alla Confederazione.
2. La Confederazione emana prescrizioni sulla misurazione ufficiale.
3. Può emanare prescrizioni sull'armonizzazione delle informazioni fondiarie ufficiali.»

(Costituzione federale della Confederazione Svizzera)

## La storia
- 2012: Anno del giubileo per i cent'anni di misurazione ufficiale in Svizzera. Nella giornata nazionale della misurazione ufficiale svizzera del 12 maggio in tutti i Cantoni si tengono attività dedicate al tema del punto centrale per i cittadini. Viene inoltre emesso un francobollo speciale.

- 2011: Nella misurazione ufficiale vengono avviate le discussioni sulla creazione di un sistema catastale tridimensionale.

- 2009: Oltre al catasto attuale, finora orientato esclusivamente al diritto privato, verrà ora realizzato anche un Catasto delle restrizioni di diritto pubblico della proprietà.

- 2008: Entrata in vigore della legge federale sulla geoinformazione (LGeoi).

- 2004: In base al nuovo articolo 75a della Costituzione federale, la misurazione nazionale è competenza della Confederazione che emana pure le prescrizioni per la misurazione ufficiale.

- 1995: La Misurazione nazionale svizzera MN95 nasce sulla base di una rete satellitare. Essa si appoggia su circa 210 punti fissi scelti appositamente.

- 1993: Con la nuova ordinanza sulla misurazione ufficiale (OMU) inizia la sostituzione dei supporti convenzionali dei piani catastali con sistemi di banche dati. Il sistema di posizionamento globale (GPS) entra anche nella misurazione ufficiale come nuovo metodo di misurazione.

- 1980: Il grande ritardo accumulato sul programma delle misurazioni, come pure l'entrata nell'era «digitale» rendono necessaria l'elabo-razione di nuovi concetti. Viene dato il via al progetto «Riforma della Misurazione Ufficiale» che produce notevoli miglioramenti nei servizi per l'amministrazione, per l'economia generale e per i privati. Il contenuto della misurazione ufficiale è adeguato alle nuove possibilità tecniche. Con il «progetto pilota Nidwalden» eseguito fra il 1989 e il 1999 viene dimostrato che la misurazione ufficiale in forma digitale può essere eseguita su un intero Cantone.

- Sino al 1974: Sono sperimentati e successivamente introdotti diversi procedimenti tecnici:
  - 1923–25 primo impiego in stile moderno della fotogrammetria terrestre (misurazione mediante immagini),
  - 1927: Introduzione del metodo delle coordinate polari mediante l'impiego di sistemi ottici per la misurazione delle distanze,
  - dal 1927 impiego anche della fotogrammetria aerea,
  - 1929: Introduzione delle lastre di alluminio, meno sensibili alle deformazioni, quale supporto per i piani catastali,
  - a partire circa dal 1970 misurazione elettronica delle distanze,
  - 1974: Impiego nella misurazione particellare dell'elaborazione automatica dei dati.

- 1923: Secondo il programma del 1923 le misurazioni catastali dovevano essere ultimate entro la fine del 1976. Ma il promovimento dei raggruppamenti dei terreni deciso dal Consiglio federale nel decreto del 23 marzo 1918 e gli anni della guerra hanno provocato un sensibile rallentamento delle misurazioni catastali.

- 1912: Con la messa in vigore del Codice civile svizzero viene pure decisa l'introduzione del registro fondiario federale. In questo modo le misurazioni catastali divengono un compito federale, la cui esecuzione è delegata ai Cantoni. La Confederazione mantiene la sorveglianza superiore e assume la maggior parte dei costi d'esecuzione. Da allora la proprietà di un fondo è garantita mediante l'iscrizione nel registro fondiario.

- 1903: Nel 1903 viene creata sull'intero territorio nazionale la prima rete di punti fissi della misurazione nazionale svizzera (MN03) basata su circa 5000 punti. Questa rete costituirà, per più di cento anni, il quadro di riferimento per i lavori di misurazione in Svizzera.

- 1864: Diversi Cantoni si associano all'iniziativa del Canton Argovia per l'istituizione di un «Concordato dei geometri» avente lo scopo, d'un lato l'organizzazione comune e volontaria degli esami per i geometri e dall'altro l'elaborazione di prescrizioni unitarie per il metodo da seguire nelle misurazioni. Al posto del rilievo dei piani catastali mediante la tavoletta pretoriana viene introdotto a poco a poco il metodo poligonale.

- A partire dalla metà del 19mo secolo: Nei Cantoni iniziano, in modo non del tutto coordinato, le prime misurazioni. Attorno al 1850 le città conoscono un forte sviluppo edilizio che conferisce al catasto giuridico una maggiore importanza rispetto al catasto fiscale. Il 16 aprile 1860 a Basilea viene approvata la «Legge sull'istituzione del registro fondiario» le cui esperienze, cinquant'anni dopo, indicheranno alla Confederazione la strada per la creazione del Codice civile svizzero.

- 1804: Il 18 maggio il Gran Consiglio vodese ordina la misurazione di tutti i comuni del Cantone e l'introduzione di un registro delle proprietà fondiarie e dei relativi valori di stima. Ginevra segue questo esempio nel 1806 sino al 1818, Basilea procede pure in tale senso, a partire dal 1818 e sino alla separazione nei due Semicantoni avvenuta nel 1833. Più precisamente, a Basilea nel 1806 è nominato un geometra cantonale ma le prime misurazioni particellari iniziano solo nel 1818.

- 1798: Durante la Repubblica elvetica viene valutata la possibilità di creare sull'intero territorio nazionale un catasto ispirato al modello francese.

- A partire dalla metà del 17mo secolo: Sono allestiti piani singoli in grandi scale per la determinazione degli oneri fondiari (decime, tributi legati ai terreni).

## Prodotti e servizi
I prodotti e i servizi della misurazione ufficiale vengono utilizzati quotidianamente. Per l'economia svizzera essi rivestono una grande importanza.

Estratto del piano per il registro fondiario Berna

- Il piano per il registro fondiario: La misurazione ufficiale e il registro fondiario formano assieme il sistema catastale svizzero. La misurazione ufficiale descrive la posizione, la forma e il contenuto di un fondo e fissa queste indicazioni nel piano per il registro fondiario. Questo piano, allestito in scale che variano fra 1:200 e 1:10 000, è parte integrante del registro fondiario. La descrizione dei confini dei fondi fissata nel piano ha effetto giuridico. Nel registro sono contenute informazioni supplementari, quali i rapporti di proprietà (proprietà, comproprietà, diritti di superficie, ecc.). Il piano per il registro fondiario è un documento ufficiale. È sulla base dell'iscrizione nel registro fondiario che i fondi possono essere gravati da ipoteche. Le cartelle ipotecarie, pure iscritte nel registro fondiario come diritti di pegno immobiliare, servono quale garanzia. Il piano viene oggi realizzato perlopiù con mezzi digitali.

- Il piano di base della misurazione ufficiale: Nel piano di base è rappresentata la situazione reale, compresi i dati altimetrici in una scala che varia fra 1:2500 e 1:10 000. Esso è una base ideale per numerose applicazioni come ad esempio la pianificazione del territorio, i piani cittadini (piante), i piani delle zone ecc. Il piano di base è disponibile per l'intera Svizzera. Esso è allestito automaticamente mediante i dati della misurazione ufficiale in bianco e nero o a colori, in forma cartacea o su supporto informatico e viene continuamente aggiornato. Grazie ai progressi tecnologici il piano di base ha sostituito l'oramai vetusto piano corografico.

- Gli indirizzi degli edifici: Oggi l'assegnazione di indirizzi agli edifici riveste un ruolo centrale per la pubblica amministrazione, come pure nella vita privata dei cittadini e delle cittadine. La posizione di un edificio è definita in modo inequivocabile dal suo indirizzo, che rappresenta un ausilio, ad esempio, per i servizi di soccorso, per i pompieri, per la polizia o per le persone che, pur non essendo pratiche del luogo, desiderano trovare rapidamente un edificio. I sistemi di navigazione per i veicoli hanno assunto un'importanza sempre maggiore in questo contesto. Gli indirizzi degli edifici sono utilizzati anche per i piani di base e per i piani regolatori, nonché per i sistemi d'informazione geografica (SIG), per i registri delle abitazioni, per il recapito della posta e per gli elenchi telefonici elettronici. La misurazione ufficiale amministra, aggiorna e mette a disposizione gli indirizzi degli edifici in modo capillare per tutto il territorio svizzero.

- WMS-MU: Al giorno d'oggi i dati della misurazione ufficiale vengono utilizzati in buona parte via Internet in formato digitale. I dati vengono messi a disposizione su portali regionali, cantonali o nazionali. L'utilizzo dei dati ha luogo per mezzo di cosiddetti geoservizi, grazie ai quali i dati possono essere resi disponibili in una forma predefinita e strutturata. Esistono servizi di questo tipo, ad esempio, per la rappresentazione dei dati (servizio di rappresentazione), per la loro distribuzione (servizio di download) o anche per la ricerca di set di dati specifici (servizio di ricerca). Un esempio concreto di servizio di rappresentazione è costituito dal Web Map Service (WMS), un'interfaccia utilizzabile per richiamare estratti di dati via Internet. WMS-MU, un geoservizio concepito appositamente per la misurazione ufficiale, garantisce un accesso diretto ai dati aggiornati.

- CadastralWebMap: La CadastralWebMap fornisce per tutta la Svizzera le informazioni di background più precise, affidabili, aggiornate e dettegliate.

- Cadastralinfo: Il nuovo servizio Cadastralinfo offre un facile accesso via Internet alle più diverse informazioni del sistema catastale svizzero. La nuova applicazione della Misurazione Ufficiale Svizzera trova il fondo cercato in base a un indirizzo, a un numero di particella o alle coordinate nazionali e fornisce oltre al piano e all'immagine aerea anche le relative informazioni.

## Organizzazione

Schema della collaborazione tra i vari partner della misurazione ufficiale (public private partnership)

La misurazione ufficiale svizzera è un esempio di successo di collaborazione fra pubblico e privato. Da oltre cent'anni infatti la pubblica amministrazione – Confederazione, Cantoni e Comuni – e l'economia privata intrattengono uno stretto rapporto di collaborazione, nell'ambito del quale i partner si fanno carico dello svolgimento dei seguenti compiti:
- La Confederazione: La direzione strategica compete alla Direzione federale delle misurazioni catastali, settore dell'Ufficio federale di topografia Swisstopo. La Direzione federale delle misurazioni catastali, in accordo con i Cantoni, stabilisce la strategia nazionale per il rilevamento, il rinnovamento e lo sviluppo della misurazione ufficiale e definisce le esigenze di qualità. Mandante è il Consiglio federale. La Direzione federale delle misurazioni catastali verifica l'esattezza degli operati di misurazione presentati dai Cantoni e decide in merito alla partecipazione finanziaria. Fornisce, mediante le partecipazioni finanziarie annuali della Confederazione per la misurazione ufficiale, un contributo essenziale per la garanzia della proprietà fondiaria. Ai compiti della Direzione federale delle misurazioni catastali appartiene anche il coordinamento fra la misurazione ufficiale e i grandi progetti di altri servizi federali.

- Il Cantone: La direzione operativa della misurazione ufficiale compete al Cantone. Esso elabora il piano esecutivo, pianifica e dirige i lavori nel quadro della legislazione federale ed emana le norme esecutive specifiche cantonali. Verifica i lavori di misurazione ufficiale e approva, dopo l'eliminazione di eventuali lacune, l'operato di misurazione. L'operato di misurazione acquisisce così il valore di documento pubblico. 20 Cantoni dispongono di un proprio servizio di sorveglianza che garantisce lo svolgimento di questi compiti. I sei Cantoni di Appenzello interno, Appenzello esterno, Glarona, Nidwaldo, Obwaldo, come pure Uri hanno commissionato alla Confederazione il compito della direzione operativa.

- Il Comune: Nelle grandi città esistono servizi competenti per la misurazione ufficiale del loro Comune.

- Ingegneri(e) geometra patentati(e): Poiché la misurazione ufficiale rileva dati con effetto giuridico, i relativi lavori possono essere eseguiti solo da specialisti che hanno superato con successo l'esame per ingegneri geometri e sono titolari della patente federale di ingegnere(a) geometra e che sono iscritti al relativo registro. In Svizzera sono circa 190 gli studi privati d'ingegneria e di misurazione (con circa 2800 collaboratori) incaricati del rilevamento, dell'aggiornamento e della gestione dei dati della misurazione ufficiale. Essi sono diretti da un(a) ingegnere(a) geo-metra patentato(a). Un elenco aggiornato delle persone iscritte nel registro dei geometri è consultabile sul portale della misurazione ufficiale svizzera.[3]

## Metodi di misurazione
Oltre cent'anni fa la Svizzera ha creato le basi per la misurazione catastale, l'attuale misurazione ufficiale. Come allora, anche oggi vengono misurati dei punti e calcolate le relative coordinate. Le tecniche di lavoro e di misurazione, gli strumenti e gli attrezzi utilizzati hanno tuttavia subito una forte evoluzione in questo lasso di tempo. Il metodo di misurazione più antico è il rilevamento terrestre. Partendo dal terreno, con il tacheometro (lo strumento di misurazione più diffuso) vengono misurati angoli e distanze, utilizzati poi come base per il calcolo delle coordinate e delle altitudini. Gli odierni strumenti di misurazione digitali effettuano questi calcoli direttamente. Una volta in ufficio, i dati delle misurazioni effettuate vengono salvati nell'apparecchio e trasferiti quindi al sistema informatico per l'ulteriore elaborazione. Ai fini della determinazione delle differenze di altitudine si ricorre alla livellazione. Grazie al Global Navigation Satellite System (GNSS) è possibile determinare coordinate e altitudini via satellite con un grado di precisione di pochi centimetri e nel giro di pochi secondi. A questo scopo vengono utilizzati particolari metodi di misurazione e di analisi dei dati, oppure si ricorre ai dati di riferimento della rete automatica GNSS della Svizzera (AGNES). Nel caso della fotogrammetria, il terreno viene sorvolato in modo sistematico e fotografato dal cielo.  Le immagini, scattate da una fotocamera speciale, vengono fuse visivamente in un'unica immagine, in modo che la superficie terrestre appaia in forma tridimensionale (stereoscopia). Da questa immagine è possibile rilevare gli oggetti in forma tridimensionale oppure analizzare curve di livello. Grazie al laser scanning, un metodo in cui un aereo con laser incorporato tasta il terreno durante il sorvolo, è possibile inoltre ottenere informazioni sulla composizione e la struttura della superficie terrestre, la topografia.

## Dati della misurazione ufficiale

Suddivisione dei dati digitali della misurazione ufficiale per livelli tematici

I dati della misurazione ufficiale sono dati georeferenziati utilizzati dalle autorità della Confederazione, dei Cantoni e dei Comuni nonché dall'economia, dalla scienza e da terzi per l'ottenimento di geoinformazioni.“[3]
I dati digitali possono essere associati e combinati a piacimento con altri dati a riferimento spaziale, come ad esempio con i dati del catasto dei rumori e del piano delle zone. Il linguaggio per la descrizione dei geodati INTERLIS, sviluppato appositamente per questo scopo, permette lo scambio di dati fra diversi sistemi di geoinformazione. Nel 1998 esso è diventato una norma ufficiale svizzera, vincolante per legge per lo scambio di dati internamente alla misurazione ufficiale. Dall'entrata in vigore della Legge federale sulla geoinformazione, nel 2008, INTERLIS è tuttavia valida anche per tutti i geodati di base del diritto federale.

## Formazione
Le professioni che si occupano di misurazione ufficiale appartengono al campo della geomatica. Essa ha a che fare con dati geografici e con la moderna tecnologia dei sistemi d'informazione. Le informazioni e gli oggetti sono rilevati sul posto e successivamente, in ufficio, sono elaborati, completati e affinati per una gestione tramite sistemi informativi geografici.
In Svizzera si distinguono diversi livelli di formazione:
- il tirocinio professionale di quattro anni di geomatico. Possibilità di affrontare gli esami professionali di tecnico geomatico;
- la formazione presso una scuola universitaria professionale con l'ottenimento di un Bachelor of Science SUP in geomatica con la possibilità di frequentare un corso di Master. Sono possibile: Scuola universitaria professionale della Svizzera nord-occidentale: Master of Science FHNW in Engineering con indirizzo in tecnolo-gia della geoinformazione; Haute Ecole Spécialisée de Suisse occidentale: Master of science HES-SO en Ingénierie du territoire (MIT);
- studi presso un Politecnico federale: 
  - Scuola politecnica federale di Losanna: ingegnere civile o ingegnere ambientale con specializzazione in geomatica.
  - Politecnico federale di Zurigo: MSc-Geomatik und Planung.

Per poter eseguire lavori di misurazione ufficiale è necessario essere in possesso della patente federale d'ingegnere geometra come pure essere iscritto all'albo dei geometri. Presupposti per l'ammissione all'esame federale è il conseguimento di un Master di un politecnico federale o una scuola universitaria professionale svizzera o straniera con la dimostrazione di possedere la necessaria formazione teorica e una formazione pratica adeguata di una durata minima di due anni.